# Borussia Verein für Leibesübungen 1900 Mönchengladbach 2018-2019 (femminile)
Questa voce raccoglie le informazioni riguardanti il Borussia Verein für Leibesübungen 1900 Mönchengladbach nelle competizioni ufficiali della stagione calcistica 2018-2019.

## Stagione
Nella stagione 2018-2019 il Borussia Mönchengladbach, allenato da Rene Krienen, si rivelò ben poco competitivo nei confronti delle avversarie, maturando un solo risultato utile, il pareggio casalingo per 4-4 alla 4ª giornata con il Bayer Leverkusen ma perdendo tutti gli altri 21 incontri anche con risultati pesanti, concludendo il campionato di Frauen-Bundesliga al 12º e ultimo posto, posizione dalla quale dopo la 3ª giornata non fu più in grado di sollevarsi e che ne sancì il ritorno in 2. Frauen-Bundesliga. Leggermente migliore il percorso in coppa di Germania, nella quale riuscì, anche grazie ai due primi incontri con squadre militanti in serie inferiori, a raggiungere i quarti di finale, eliminato dal Friburgo.

## Divise e sponsor
La scelta cromatica delle maglie era la stessa del Borussia M'gladbach maschile. Il main sponsor era l'istituto di credito Santander, mentre quello tecnico, fornitore delle tenute di gioco, era Puma.
| Casa | Trasferta |

## Organigramma societario
Staff tecnico come da sito ufficiale.
Area tecnica
- Allenatore: René Krienen
- Allenatore in seconda: Bart Denissen
- Allenatore dei portieri: Josef Anders
- Preparatore atletico: Mike Roumimper
- Fisioterapista: Christina Dahlem

## Rosa
Rosa, ruoli e numeri di maglia come da sito ufficiale, aggiornati al 20 agosto 2018, integrati dal sito della Federcalcio tedesca (DFB).
| N. |                     | Ruolo | Calciatrice           |
| -- | ------------------- | ----- | --------------------- |
| 1  | Germania (bandiera) | P     | Lisa Venrath          |
| 2  | Germania (bandiera) | C     | Julia Koj             |
| 3  | Germania (bandiera) | C     | Pia Beyer             |
| 4  | Germania (bandiera) | C     | Pauline Dallmann      |
| 5  | Germania (bandiera) | D     | Sandra Starmanns      |
| 6  | Germania (bandiera) | D     | Anne-Catherine Kufner |
| 7  | Germania (bandiera) | D     | Madita Giehl          |
| 9  | Germania (bandiera) | A     | Valentina Oppedisano  |
| 10 | Germania (bandiera) | C     | Vanessa Fürst         |
| 11 | Germania (bandiera) | A     | Kelly Simons          |
| 12 | Germania (bandiera) | C     | Sarah Abu Sabbah      |
| 13 | Germania (bandiera) | A     | Kyra Densing          |
| 14 | Germania (bandiera) | C     | Kelsey Geraedts       |
| 15 | Germania (bandiera) | D     | Kerstin Bogenschütz   |

| N. |                        | Ruolo | Calciatrice          |
| -- | ---------------------- | ----- | -------------------- |
| 17 | Germania (bandiera)    | C     | Vanessa Wahlen       |
| 19 | Giappone (bandiera)    | C     | Keiko Kodama         |
| 20 | Germania (bandiera)    | C     | Paula Petri          |
| 21 | Germania (bandiera)    | P     | Michelle Wassenhoven |
| 22 | Germania (bandiera)    | C     | Isabel Schenk        |
| 23 | Germania (bandiera)    | A     | Magdalena Jakober    |
| 24 | Germania (bandiera)    | D     | Carolin Corres       |
| 25 | Paesi Bassi (bandiera) | C     | Amber van Heeswijk   |
| 30 | Germania (bandiera)    | P     | Annalena Janssen     |
| 34 | Germania (bandiera)    | D     | Amelie Bohnen        |
| 45 | Germania (bandiera)    | C     | Emily Evels          |
| 47 | Germania (bandiera)    | D     | Kim Everaerts        |
|    | Germania (bandiera)    | D     | Jana Schwanekamp     |
|    | Germania (bandiera)    | A     | Michelle Sinz        |

## Calciomercato

### Sessione estiva
| Acquisti | Acquisti          | Acquisti                               | Acquisti                  |
| R.       | Nome              | da                                     | Modalità                  |
| -------- | ----------------- | -------------------------------------- | ------------------------- |
| D        | Vanessa Fürst     | Colonia                                | definitivo                |
| D        | Madita Giehl      | Hoffenheim II                          | definitivo                |
| C        | Amelie Bohnens    | Bor. Mönchengladbach [Primavera B (F)] | aggregata dalle giovanili |
| C        | Emily Evels       | Hoffenheim                             | definitivo                |
| C        | Magdalena Jakober | Arminia Bielefeld                      | definitivo                |
| C        | Keiko Kodama      | Nagano Parceiro                        | definitivo                |
| C        | Jana Schwanekamp  | Colonia II                             | definitivo                |
| A        | Sarah Abu Sabbah  | Bayer Leverkusen II                    | definitivo                |
| A        | Michelle Sinz     | SGS Essen [Primavera B (F)]            | definitivo                |

| Cessioni | Cessioni         | Cessioni                | Cessioni                       |
| R.       | Nome             | a                       | Modalità                       |
| -------- | ---------------- | ----------------------- | ------------------------------ |
| P        | Alissa Tolksdorf | SGS Essen II            | definitivo                     |
| D        | Yvonne Brietzke  | 1. FC Mönchengladbach   | definitivo                     |
| C        | Anne Birbau      | Bor. Mönchengladbach II | aggregata alla squadra riserve |
| C        | Jule Dallmann    | SGS Essen               | definitivo                     |
| C        | Mona Lohmann     | Sand II                 | definitivo                     |
| C        | Verena Schoepp   | 1. FC Mönchengladbach   | definitivo                     |
| A        | Hannah Lenzen    | SGS Essen II            | definitivo                     |

### Sessione invernale
| Acquisti | Acquisti | Acquisti | Acquisti |
| R.       | Nome     | da       | Modalità |
| -------- | -------- | -------- | -------- |
|          |          |          |          |

| Cessioni | Cessioni      | Cessioni        | Cessioni   |
| R.       | Nome          | a               | Modalità   |
| -------- | ------------- | --------------- | ---------- |
| A        | Michelle Sinz | MSV Duisburg II | definitivo |

## Risultati

### Frauen-Bundesliga

#### Girone di andata
| Arbitro: | Michel (Gau-Odernheim) |

|  |           |                                 |
|  | Marcatori | 2’ Wichmann 49’ Scholz 88’ Tóth |

| Arbitro: | Joos (Leinfelden-Echterdingen) |

|                                                |           |  |
| Bühl 10’ Knaak 31’ (rig.) Wieder 55’ Gwinn 66’ | Marcatori |  |

| Arbitro: | Wacker (Lehrensteinsfeld) |

|                                                                            |           |  |
| Leticia Santos 10’ Burger 35’ Blagojević 38’ Meyer 79’ Vanhaevermaet 90+1’ | Marcatori |  |

| Arbitro: | Schwermer (Rieder) |

|                                                        |           |                                             |
| Wahlen 9’ Busshuven 29’ Oppedisano 62’ Bogenschütz 71’ | Marcatori | 63’, 74’ Mayr 85’ (rig.) Barth 90+1’ Uebach |

| Arbitro: | Heidenreich (Bad Schwartau) |

|                            |           |               |
| Makas 41’ Hoppius 44’, 59’ | Marcatori | 8’ Oppedisano |

| Arbitro: | Wozniak (Herne) |

|  |           |                                                                          |
|  | Marcatori | 2’ Jakabfi 18’ Peter 30’ Minde 61’ Wolter 71’ Masar 76’, 90’ (rig.) Popp |

| Arbitro: | Duske (Leverkusen) |

|                                                   |           |            |
| Lattwein 10’, 66’ Billa 45+1’ Pankratz 67’ (rig.) | Marcatori | 41’ Simons |

| Arbitro: | Derlin (Bad Schwartau) |

|  |           |                                                                                |
|  | Marcatori | 12’ Gasper 18’ Zadrazil 38’ Dieckmann 47’, 73’, 81’ Petermann 90’ (rig.) Rauch |

| Arbitro: | Söder (Ingolstadt) |

|                                                                                 |           |  |
| Gidion 7’ Freigang 10’, 70’ Feiersinger 12’, 63’ Reuteler 20’ Pawollek 35’, 52’ | Marcatori |  |

| Arbitro: | Schwermer (Rieder) |

|  |           |                                                                |
|  | Marcatori | 6’ Wu 36’, 77’, 79’ Oberdorf 78’ Schüller 87’ (aut.) Starmanns |

| Arbitro: | Joos (Leinfelden-Echterdingen) |

|                                                                                         |           |  |
| Damnjanović 9’, 29’ Lohmann 12’ Däbritz 19’, 26’, 40’ Roord 24’ Magull 83’ Islacker 85’ | Marcatori |  |

#### Girone di ritorno
| Arbitro: | Kunkel (Amburgo) |

|                                                 |           |  |
| Ulbrich 51’ Cerci 53’, 89’ Kersten 59’ Tóth 75’ | Marcatori |  |

| Arbitro: | Diekmann (Dortmund) |

|  |           |                     |
|  | Marcatori | 5’ Gwinn 63’ Müller |

| Arbitro: | Heidenreich (Bad Schwartau) |

|                |           |                                                     |
| Oppedisano 50’ | Marcatori | 19’ Vojteková 23’ Burger 39’ Nikolić 90+1’ Van Bonn |

| Arbitro: | Kunkel (Amburgo) |

|                                   |           |  |
| Rudelić 15’ Sahlmann 39’ Mayr 81’ | Marcatori |  |

| Arbitro: | Michel (Gau-Odernheim) |

|  |           |                 |
|  | Marcatori | 67’ Halverkamps |

| Arbitro: | Wildfeuer (Lubecca) |

|                                                                            |           |  |
| Popp 19’, 61’, 64’ Graham Hansen 36’, 40’ Baunach 58’ Maritz 66’ Pajor 75’ | Marcatori |  |

| Arbitro: | Joos (Leinfelden-Echterdingen) |

|  |           |                                              |
|  | Marcatori | 38’ Rall 49’ Fühner 72’ Hartig 84’ Eberhardt |

| Arbitro: | Heidenreich (Bad Schwartau) |

|                                                                      |           |  |
| Zadrazil 30’ Chmielinski 37’ Huth 54’ Prašnikar 57’, 59’ Schwalm 87’ | Marcatori |  |

| Arbitro: | Westerhoff (Bochum) |

|  |           |                                                                                            |
|  | Marcatori | 7’ Groenen 12’, 80’ Feiersinger 18’, 31’, 57’ Martinez 61’, 88’ Reuteler 68’ (aut.) Schenk |

| Arbitro: | Söder (Ingolstadt) |

|                                   |           |  |
| Petzelberger 40’ Freutel 59’, 82’ | Marcatori |  |

| Arbitro: | Appelmann (Alzey) |

|  |           |                                                       |
|  | Marcatori | 40’ Däbritz 70’, 90’ Damnjanović 84’ Magull 87’ Roord |

### DFB-Pokal der Frauen
| Arbitro: | Westerhoff (Bochum) |

|                           |           |                                                |
| Winczo 11’, 72’ Flaws 37’ | Marcatori | 43’ Simons 63’, 68’ Bogenschütz 90’ Abu Sabbah |

| Arbitro: | Derlin (Bad Schwartau) |

|  |           |                                            |
|  | Marcatori | 44’ Wahlen 66’ Van Heeswijk 85’ Abu Sabbah |

| Arbitro: | Heimann (Gladbeck) |

|             |           |                                                                   |
| Baghuis 67’ | Marcatori | 13’, 44’ Kirchberger 41’ Starke 53’ Van Lunteren 82’, 87’ Sanders |

## Statistiche

### Statistiche di squadra
| Competizione         | Punti | In casa | In casa | In casa | In casa | In casa | In casa | In trasferta | In trasferta | In trasferta | In trasferta | In trasferta | In trasferta | Totale | Totale | Totale | Totale | Totale | Totale | DR   |
| Competizione         | Punti | G       | V       | N       | P       | Gf      | Gs      | G            | V            | N            | P            | Gf           | Gs           | G      | V      | N      | P      | Gf     | Gs     | DR   |
| -------------------- | ----- | ------- | ------- | ------- | ------- | ------- | ------- | ------------ | ------------ | ------------ | ------------ | ------------ | ------------ | ------ | ------ | ------ | ------ | ------ | ------ | ---- |
| Frauen-Bundesliga    | 1     | 11      | 0       | 1       | 10      | 5       | 52      | 11           | 0            | 0            | 11           | 2            | 58           | 22     | 0      | 1      | 21     | 7      | 110    | -103 |
| DFB-Pokal der Frauen | -     | 1       | 0       | 0       | 1       | 1       | 6       | 2            | 2            | 0            | 0            | 7            | 3            | 3      | 2      | 0      | 1      | 8      | 9      | -1   |
| Totale               | -     | 12      | 0       | 1       | 11      | 6       | 58      | 13           | 2            | 0            | 11           | 9            | 61           | 25     | 2      | 1      | 22     | 15     | 119    | -104 |

### Andamento in campionato
| Giornata  | 1 | 2  | 3  | 4  | 5  | 6  | 7  | 8  | 9  | 10 | 11 | 12 | 13 | 14 | 15 | 16 | 17 | 18 | 19 | 20 | 21 | 22 |
| --------- | - | -- | -- | -- | -- | -- | -- | -- | -- | -- | -- | -- | -- | -- | -- | -- | -- | -- | -- | -- | -- | -- |
| Luogo     | C | T  | T  | C  | T  | C  | T  | C  | T  | C  | T  | T  | C  | C  | T  | C  | T  | C  | T  | C  | T  | C  |
| Risultato | P | P  | P  | N  | P  | P  | P  | P  | P  | P  | P  | P  | P  | P  | P  | P  | P  | P  | P  | P  | P  | P  |
| Posizione | 9 | 11 | 12 | 12 | 12 | 12 | 12 | 12 | 12 | 12 | 12 | 12 | 12 | 12 | 12 | 12 | 12 | 12 | 12 | 12 | 12 | 12 |

Legenda:

Luogo: C = Casa; T = Trasferta. Risultato: V = Vittoria; N = Pareggio; P = Sconfitta.

### Statistiche delle giocatrici
| Giocatore       | Frauen-Bundesliga | Frauen-Bundesliga | Frauen-Bundesliga | Frauen-Bundesliga | DFB-Pokal der Frauen | DFB-Pokal der Frauen | DFB-Pokal der Frauen | DFB-Pokal der Frauen | Totale   | Totale | Totale      | Totale     |
| Giocatore       | Presenze          | Reti              | Ammonizioni       | Espulsioni        | Presenze             | Reti                 | Ammonizioni          | Espulsioni           | Presenze | Reti   | Ammonizioni | Espulsioni |
| --------------- | ----------------- | ----------------- | ----------------- | ----------------- | -------------------- | -------------------- | -------------------- | -------------------- | -------- | ------ | ----------- | ---------- |
| S. Abu Sabbah   | 16                | 0                 | 0                 | 0                 | 3                    | 2                    | 0                    | 0                    | 19       | 2      | 0           | 0          |
| C-R. Baghuis    | 2                 | 0                 | 0                 | 0                 | 1                    | 0                    | 0                    | 0                    | 3        | 0      | 0           | 0          |
| P. Beyer        | 0                 | 0                 | 0                 | 0                 | -                    | -                    | -                    | -                    | 0        | 0      | 0           | 0          |
| K. Bogenschütz  | 16                | 1                 | 1                 | 0                 | 3                    | 2                    | 0                    | 0                    | 19       | 3      | 1           | 0          |
| A. Bohnen       | 10                | 0                 | 0                 | 0                 | 2                    | 0                    | 0                    | 0                    | 12       | 0      | 0           | 0          |
| C. Corres       | 22                | 0                 | 5                 | 0                 | 2                    | 0                    | 0                    | 0                    | 24       | 0      | 5           | 0          |
| P. Dallmann     | 8                 | 0                 | 2                 | 0                 | 1                    | 0                    | 0                    | 0                    | 9        | 0      | 2           | 0          |
| K. Densing      | 12                | 0                 | 0                 | 0                 | 1                    | 0                    | 0                    | 0                    | 13       | 0      | 0           | 0          |
| E. Evels        | 10                | 0                 | 0                 | 0                 | 1                    | 0                    | 0                    | 0                    | 11       | 0      | 0           | 0          |
| K. Everaerts    | 2                 | 0                 | 0                 | 0                 | -                    | -                    | -                    | -                    | 2        | 0      | 0           | 0          |
| V. Fürst        | 19                | 0                 | 1                 | 0                 | 3                    | 0                    | 1                    | 0                    | 22       | 0      | 2           | 0          |
| K. Geraedts     | 7                 | 0                 | 0                 | 0                 | 0                    | 0                    | 0                    | 0                    | 7        | 0      | 0           | 0          |
| M. Giehl        | 13                | 0                 | 0                 | 0                 | 1                    | 0                    | 0                    | 0                    | 14       | 0      | 0           | 0          |
| K. Kodama       | 5                 | 0                 | 0                 | 0                 | 1                    | 0                    | 0                    | 0                    | 6        | 0      | 0           | 0          |
| J. Koj          | 1                 | 0                 | 0                 | 0                 | 1                    | 0                    | 0                    | 0                    | 2        | 0      | 0           | 0          |
| A-C. Kufner     | 22                | 0                 | 2                 | 0                 | 3                    | 0                    | 0                    | 0                    | 25       | 0      | 2           | 0          |
| A. Janssen      | -                 | -                 | -                 | -                 | -                    | -                    | -                    | -                    | -        | -      | -           | -          |
| M. Jakober      | 8                 | 0                 | 0                 | 0                 | 1                    | 0                    | 0                    | 0                    | 9        | 0      | 0           | 0          |
| V. Oppedisano   | 14                | 3                 | 0                 | 0                 | 1                    | 0                    | 0                    | 0                    | 15       | 3      | 0           | 0          |
| P. Petri        | 8                 | 0                 | 0                 | 0                 | 0                    | 0                    | 0                    | 0                    | 8        | 0      | 0           | 0          |
| I. Schenk       | 12                | 0                 | 2                 | 0                 | 2                    | 0                    | 0                    | 0                    | 14       | 0      | 2           | 0          |
| J. Schwanekamp  | 0                 | 0                 | 0                 | 0                 | 0                    | 0                    | 0                    | 0                    | 0        | 0      | 0           | 0          |
| K. Simons       | 7                 | 1                 | 0                 | 0                 | 1                    | 1                    | 0                    | 0                    | 8        | 2      | 0           | 0          |
| M. Sinz         | 1                 | 0                 | 0                 | 0                 | 1                    | 0                    | 0                    | 0                    | 2        | 0      | 0           | 0          |
| S. Starmanns    | 19                | 0                 | 1                 | 0                 | 3                    | 0                    | 1                    | 0                    | 22       | 0      | 2           | 0          |
| V. Wahlen       | 16                | 1                 | 3                 | 0                 | 3                    | 1                    | 0                    | 0                    | 19       | 2      | 3           | 0          |
| M. Wassenhoven  | 8                 | -37               | 1                 | 0                 | ?                    | ?                    | ?                    | ?                    | 8+       | -37+   | 1+          | 0+         |
| A. Van Heeswijk | 22                | 0                 | 4                 | 0                 | 2                    | 1                    | 0                    | 0                    | 24       | 1      | 4           | 0          |
| L. Venrath      | 14                | -??               | 0                 | 0                 | 3                    | -9                   | 0                    | 0                    | 17       | -9     | 0           | 0          |